# Sketch
En sketch er en kort, humoristisk enakter – ofte med en uventet slutpointe. Sketcher kan dog også være uden pointe, eller endda gøre grin med "traditionelle" sketchers behov for pointer; en disciplin, som bl.a. Monty Python-gruppen var kendt for.
| Kunst og kultur | Spire Denne artikel om scenekunst og teater er en spire som bør udbygges. Du er velkommen til at hjælpe Wikipedia ved at udvide den. |